# Carl A. P. Ruck
Carl A. P. Ruck (8 de diciembre de 1935, Bridgeport, Connecticut) es un filólogo clásico estadounidense, conocido sobre todo por su aportación al estudio de los enteógenos en el mundo clásico. 
Ruck estudió en las universidades de Yale, Michigan y Harvard, y es profesor en el departamento de Estudios Clásicos de la Universidad de Boston. 

## Teoría sobre los enteógenos
Aunque Ruck ha trabajado en diversos campos de la filología clásica (como los epinicios de Píndaro, la Comedia griega y la gramática griega y latina), su contribución más conocida es su participación en el libro El camino a Eleusis, publicado en 1978 por Ruck, el químico Albert Hofmann y el etnobotánico Robert Gordon Wasson. El libro sostiene que el kykeon, bebida sagrada que los iniciados de Eleusis debían ingerir ritualmente, tenía como ingrediente secreto una sustancia psicoactiva, responsable de la visión trascendental que los mistos experimentaban en la culminación de los Misterios. Según Hoffman, dicha sustancia era seguramente la ergonovina, un alcaloide soluble en agua que los sacerdotes obtenían del cornezuelo del centeno (claviceps purpurea), hongo a partir del cual el propio Hofmann sintetizó en 1943 la LSD. 
Aunque la tesis fue recibida con frialdad por los helenistas, una de las propuestas del libro cuajó enseguida: el uso del término enteógeno para referirse a las plantas psicoactivas que provocan un estado alterado de conciencia, enmarcado dentro de un ritual y considerado como una experiencia religiosa de tipo místico. Ruck y sus compañeros quisieron evitar así las connotaciones de otros términos contemporáneos, como psicodélico y alucinógeno.
En publicaciones posteriores, Ruck ha refinado su tesis, descartando la hipótesis de la ergonovina por tratarse de un compuesto cuya presencia en el cornezuelo del centeno es menor y variable y apuntando como candidato más probable a la ergina o LSA, otro alcaloide psicoactivo presente en el mismo hongo. En el cornezuelo, la LSA aparece combinada con su epímero, la isoergina, y la combinación de ambas sustancias es más psicoactiva que dichos compuestos aislados. Por otra parte, ha ampliado su estudio sobre los enteógenos analizando la presencia de estos (en especial de la Amanita muscaria) en la Biblia, la mitología griega, la leyenda de Melusina y la pintura renacentista (en especial la de Matthias Grünewald).

### En español
- El camino a Eleusis : una solución al enigma de los misterios, con Albert Hofmann, Robert Gordon Wasson y Blaise Daniel Staples, tr. F. Garrido, 1993. ISBN 978-84-375-0366-0.
- La búsqueda de Perséfone. Los enteógenos y los orígenes de la religión, con R. Gordon Wasson, Stella A. Kramrisch y Jonathan Ott, 1996. ISBN 978-96-816-3695-1.

### En inglés
- Mushrooms, Myth and Mithras: The Drug Cult that Civilized Europe, with Mark Alwin Hoffman and Jose Alfredo Gonzalez Celdran (2009, ISBN 0-87286-470-7)
- The Hidden World: Survival of Pagan Shamanic Themes in European Fairytales, with Blaise Daniel Staples, José Alfredo González Celdrán and Mark Alwin Hoffman (2007, ISBN 1-59460-144-5)
- Sacred Mushrooms of the Goddess: Secrets of Eleusis (2006, ISBN 978-1-57951-030-5)
- The Apples of Apollo: Pagan and Christian Mysteries of the Eucharist, with Clark Heinrich and Blaise Daniel Staples (2000, ISBN 0-89089-924-X)
- Intensive Latin: First Year and Review (1997)
- The World of Classical Myth: Gods and Goddesses, Heroines and Heroes, with Blaise Daniel Staples (1994, ISBN 0-89089-575-9)
- Persephone's Quest: Entheogens and the Origins of Religion, with R. Gordon Wasson, Stella Kramrisch and Jonathan Ott (1988)
- Latin: A Concise Structural Course (1987)
- Ancient Greek: A New Approach (1972, 2nd ed. 1979)
- The Road to Eleusis: Unveiling the Secret of the Mysteries, with R. Gordon Wasson, Albert Hofmann and Blaise Daniel Staples (1978, ISBN 978-1-55643-752-6)
- Pindar: Selected Odes (1967)
- The List of Victors in Comedy at the Dionysia (1967)